# Patoki (wieś w województwie podlaskim)
Patoki – wieś w Polsce, położona w województwie podlaskim, w powiecie bielskim, w gminie Brańsk. Leży na prawym brzegu Nurca przy drodze krajowej 66.
W latach 1975–1998 miejscowość położona była w województwie białostockim.
Według Powszechnego Spisu Ludności z 1921 roku wieś zamieszkiwało 308 osób, wśród których 292 było wyznania rzymskokatolickiego, 8 prawosławnego i 8 mojżeszowego. Jednocześnie 306 mieszkańców zadeklarowało polską przynależność narodową, a 2 białoruską. Było tu 48 budynków mieszkalnych.
Wierni kościoła rzymskokatolickiego należą do parafii Wniebowzięcia Najświętszej Maryi Panny w Brańsku.

## Linki zewnętrzne

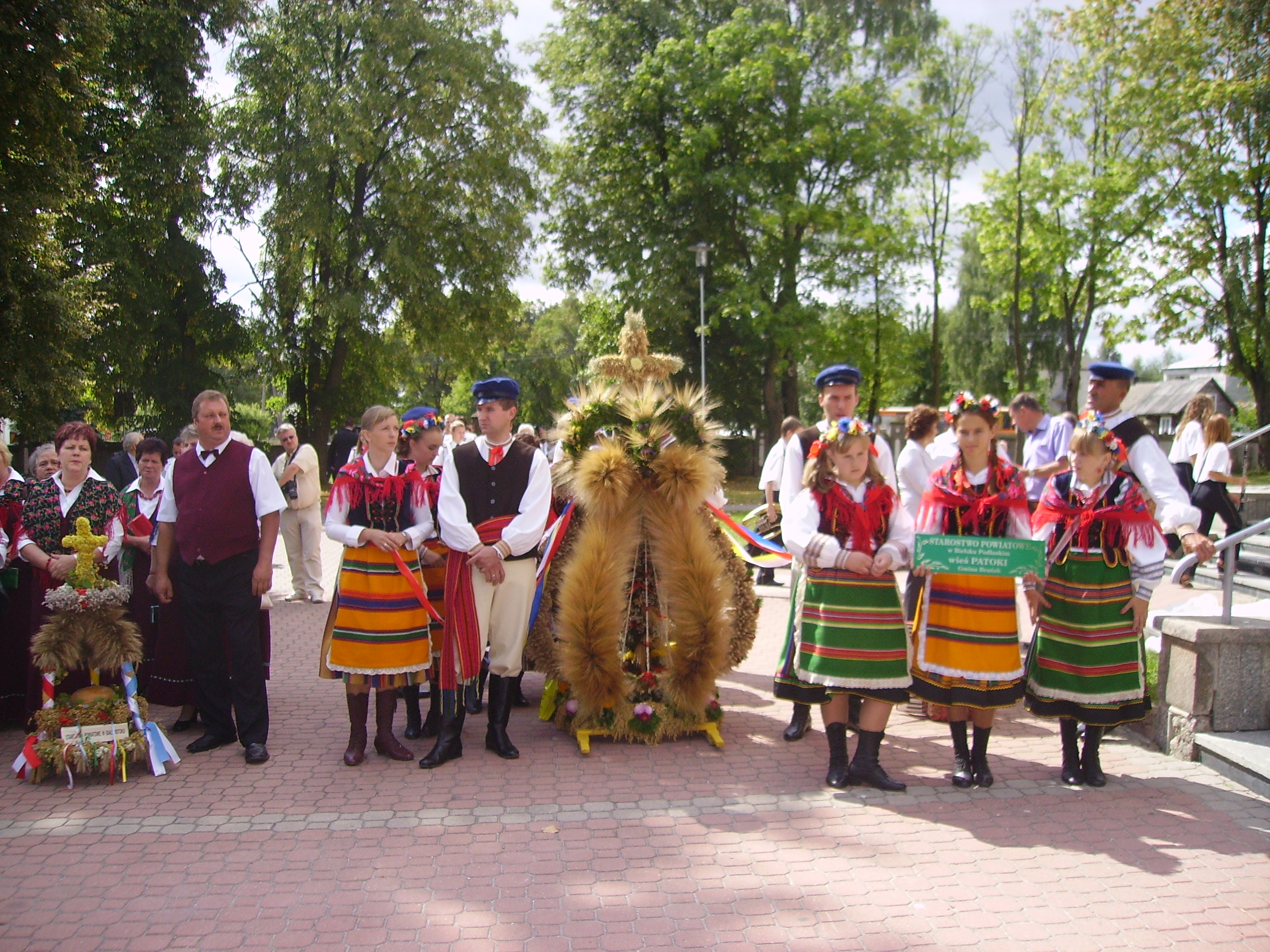
Dożynki w Mońkach - wieniec mieszkańców Patok